# Mentór
Mentór (řecky Μέντωρ) je postava z  řecké mytologie, z eposu Odysseia. Byl synem Alkima či Anchiala či Hérakla a Asopis. Ve stáří byl přítelem Odyssea, který, když odjížděl do Trojské války, svěřil Mentórovi a jeho adoptivnímu bratrovi Eumaiovi do opatrovnictví svého syna Télemacha a svou domácnost.
Když Télemacha navštěvovala bohyně Athéna, brala na sebe podobu Mentóra, aby se neprozdradila před nápadníky Télemachovy matky Pénelopé. Bohyně v Mentórově podobě Télemacha nabádala, aby se nápadníkům postavil a odjel do ciziny zjistit, co se stalo jeho otci. Když se později Odysseus vrátil na Ithaku, Athéna v Mentórově podobě se nakrátko objevila v Odysseově domě.
Z vlastního jména Mentór je odvozeno slovo mentor, označující zkušenějšího či staršího člověka, který se stará o mladšího a méně zkušeného svěřence (podobně jako Mentór o Télemacha) a je mu oporou i rádcem (podobně jako Athéna).